# Distrikt Conduriri
Der Distrikt Conduriri liegt in der Provinz El Collao in der Region Puno im Süden Perus. Der Distrikt wurde am 24. September 1993 aus Teilen des Distrikts Santa Rosa gebildet. Er besitzt eine Fläche von 844 km². Beim Zensus 2017 wurden 2700 Einwohner gezählt. Im Jahr 2007 lag die Einwohnerzahl bei 4277. Sitz der Distriktverwaltung ist die 3950 m hoch gelegene  Ortschaft Conduriri mit 633 Einwohnern (Stand 2017). Conduriri liegt 60 km südsüdwestlich der Provinzhauptstadt Ilave.

## Geographische Lage
Der Distrikt Conduriri liegt nordöstlich der Cordillera Volcánica zentral in der Provinz El Collao. Im Nordosten reicht der Distrikt bis zu 25 km an das Südwestufer des Titicacasees heran. Die Längsausdehnung in Ost-West-Richtung beträgt 43 km, die maximale Breite etwa 30 km. Der Río Ilave (auch Río Huenque) durchquert den Osten des Distrikts in nördlicher Richtung und entwässert das Areal.
Der Distrikt Conduriri grenzt im Süden und im Südwesten an den Distrikt Santa Rosa, im äußersten Westen an den Distrikt Acora (Provinz Puno), im Norden an die Distrikte Ilave und Pilcuyo sowie im Osten an den Distrikt Huacullani (Provinz Chucuito).